# 地球交響曲
地球交響曲とは、一連のドキュメンタリー映画の作品名で、「ガイアシンフォニー (Gaia Symphony)」とも読まれる。全編、龍村仁が監督。イギリスの生物物理学者ジェームズ・ラブロック博士のガイア理論に基づいて制作されたオムニバス形式の作品である。全編を通じて地球を一つの生命体と捉える視点を提示し、映像美と音楽を通じて人間と自然の調和を描写することを目的とする。第1番は1992年11月17日に劇場公開された。

## 概要
本シリーズは1992年公開の『第一番』から2006年公開の『第六番』までが主に自主上映で展開され、これまでに5600回以上の上映を通じて延べ220万人以上の観客を動員した。その後2015年公開の『第八番』まで制作が継続され、2015年時点で累計延べ240万人以上の動員を記録している。各作品では科学者や環境保護活動家、芸術家など多彩な出演者が登場し、「地球の中の私、私の中の地球」をテーマに地球の現状と人間の在り方を多角的に考察する構成となっている。
専門誌『キネマ旬報』の作品情報ページでも紹介され、環境ドキュメンタリーとしての注目度の高さがうかがえる。

### 制作・上映
第1番（1992年公開）は全国1749ヶ所で約65万人を動員し、第2番（1995年公開）は全国1453ヶ所で約64万人を、第3番（1997年公開）は全国896ヶ所で約33万人を動員したなど、継続的に上映規模と動員数を拡大した。

## 初上映とガイアネットワーク
この映画は当初、上映する映画館が無かったために、完成から約1年の間「お蔵入り」していた。1992年、龍村が自らチケットを引き受けることを条件に、ようやく数週間の上映に漕ぎ着けた。上映後1日、2日は龍村からチケットを買った友人や知人で満員になったが、3日目から観客は激減。ところが、公開から2週間目を過ぎた頃から、映画を鑑賞した人の口コミにより、当日客が増加した。最終的に、第一番の観客動員は3年目に30万人、第二番は半年で20万人を越えた。

## シリーズ作品一覧

### 地球交響曲第一番（1992年公開）
- 監督：龍村仁
- 出演：ラインホルト・メスナー、ダフニー・シェルドリック（英語版）、野澤重雄、エンヤ、鶴岡真弓、ラッセル・シュワイカート
- 配給：オンザロード

野澤重雄の「ハイポニカ研究所」の水耕栽培のトマトの成長と共に映画が進行する。通常1粒の種からは数十個の実しか付かないトマトが、水耕栽培により制限を外すと1万3千個の実をつけることができる。常識を外すことにより、信じられないようなエネルギーが働くことを観客に語りかけている。密猟により孤児になった象の保護と自然へ返す事業をしているダフニーと象のエレナの物語なども収録。「エンヤ」の音楽（7曲挿入）が、アイルランドの美しい風景と調和している。初めて映画でエンヤが日本に紹介されたのは、この作品である。

### 地球交響曲第二番（1995年公開）
- 監督：龍村仁
- 出演：ジャック・マイヨール、ダライ・ラマ14世、佐藤初女、フランク・ドレイク
- 配給：オンザロード

佐藤初女の主宰する「森のイスキア」の四季を紹介しながらこの物語は進行する。佐藤はかつて結核を自らの食事療法で克服した経験を持っているが、その後佐藤は自宅を開放して心を病んだ人々を受け入れた。森のイスキアは、佐藤に助けられた人々によって岩木山の麓に完成した。
本作からはスーザン・オズボーンが歌う英詞の「浜辺の歌」がヒットし、後にトヨタ自動車のCMにも使用された。

### 地球交響曲第三番（1997年公開）
- 監督：龍村仁
- 出演：星野道夫、フリーマン・ダイソン、ナイノア・トンプソン、ボブ・サム、ビル・フラーなど
- 配給：オンザロード

既に出演が決まっていた星野道夫が、ヒグマに襲われて死去したため、本作は星野の追悼というテーマを持つ1本となった。本作では星野の足跡をたどりつつ彼と交流のあった人々を紹介している。
前作に続き、スーザン・オズボーンの「知床旅情」「仰げば尊し」などが使用されている。

### 地球交響曲第四番（2001年公開）
- 監督：龍村仁
- 出演：ジェームズ・ラブロック、名嘉睦稔、ジェーン・グドール、ジェリー・ロペス（英語版）
- 声の出演：榎木孝明、木内みどり、内田稔、榊原良子、時任三郎
- 配給：龍村仁事務所

### 地球交響曲第五番（2004年公開）
- 監督：龍村仁
- 出演：アーヴィン・ラズロー（英語版）、石垣昭子
- 配給：龍村仁事務所

### 地球交響曲第六番（2007年公開）
- 監督：龍村仁
- 出演：ケリー・ヨスト、ロジャー・ペイン（英語版）、ラヴィ・シャンカール
- 配給：龍村仁事務所

### 地球交響曲第七番（2010年公開）
- 監督：龍村仁
- 出演：アンドルー・ワイル、高野孝子、グレッグ・レモン
- 配給：龍村仁事務所

### 地球交響曲第八番（2015年公開）
- 監督：龍村仁
- 出演：梅若玄祥、見市泰男、中澤宗幸、中澤きみ子、畠山重篤
- 配給：龍村仁事務所